# Varjão de Minas
Varjão de Minas est une municipalité brésilienne de l'État du Minas Gerais et la microrégion de Paracatu.